# Convenção do Partido Republicano de Idaho em 2012
A eleição primária do Partido Republicano de Idaho em 2012 será realizada em 6 de março de 2012. Idaho terá 32 delegados na Convenção Nacional Republicana.

## Resultados
| Eleição primária do Partido Republicano de Idaho em 2012 | Eleição primária do Partido Republicano de Idaho em 2012 | Eleição primária do Partido Republicano de Idaho em 2012 | Eleição primária do Partido Republicano de Idaho em 2012 |
| Candidato                                                | Votos                                                    | Percentagem                                              | Estimativa de delegados nacionais                        |
| -------------------------------------------------------- | -------------------------------------------------------- | -------------------------------------------------------- | -------------------------------------------------------- |
| Newt Gingrich                                            | 0                                                        | 0%                                                       | 0                                                        |
| Ron Paul                                                 | 0                                                        | 0%                                                       | 0                                                        |
| Mitt Romney                                              | 0                                                        | 0%                                                       | 0                                                        |
| Rick Santorum                                            | 0                                                        | 0%                                                       | 0                                                        |
| Michele Bachmann                                         | 0                                                        | 0%                                                       | 0                                                        |
| Herman Cain                                              | 0                                                        | 0%                                                       | 0                                                        |
| Jon Huntsman                                             | 0                                                        | 0%                                                       | 0                                                        |
| Gary Johnson                                             | 0                                                        | 0%                                                       | 0                                                        |
| Rick Perry                                               | 0                                                        | 0%                                                       | 0                                                        |
| Totais                                                   |                                                          |                                                          |                                                          |

| Obs: | Desistiu da disputa |